# Block (Strafe)

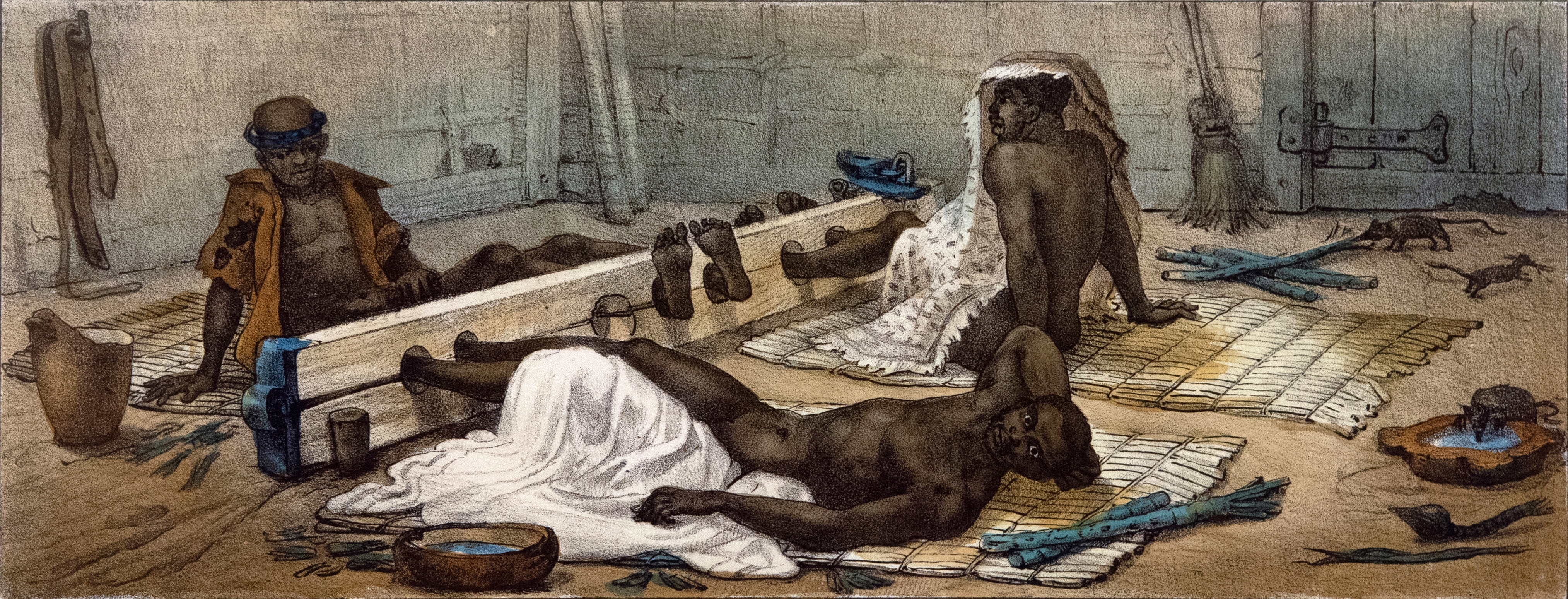
Schwarze Sklaven im Block, Brasilien

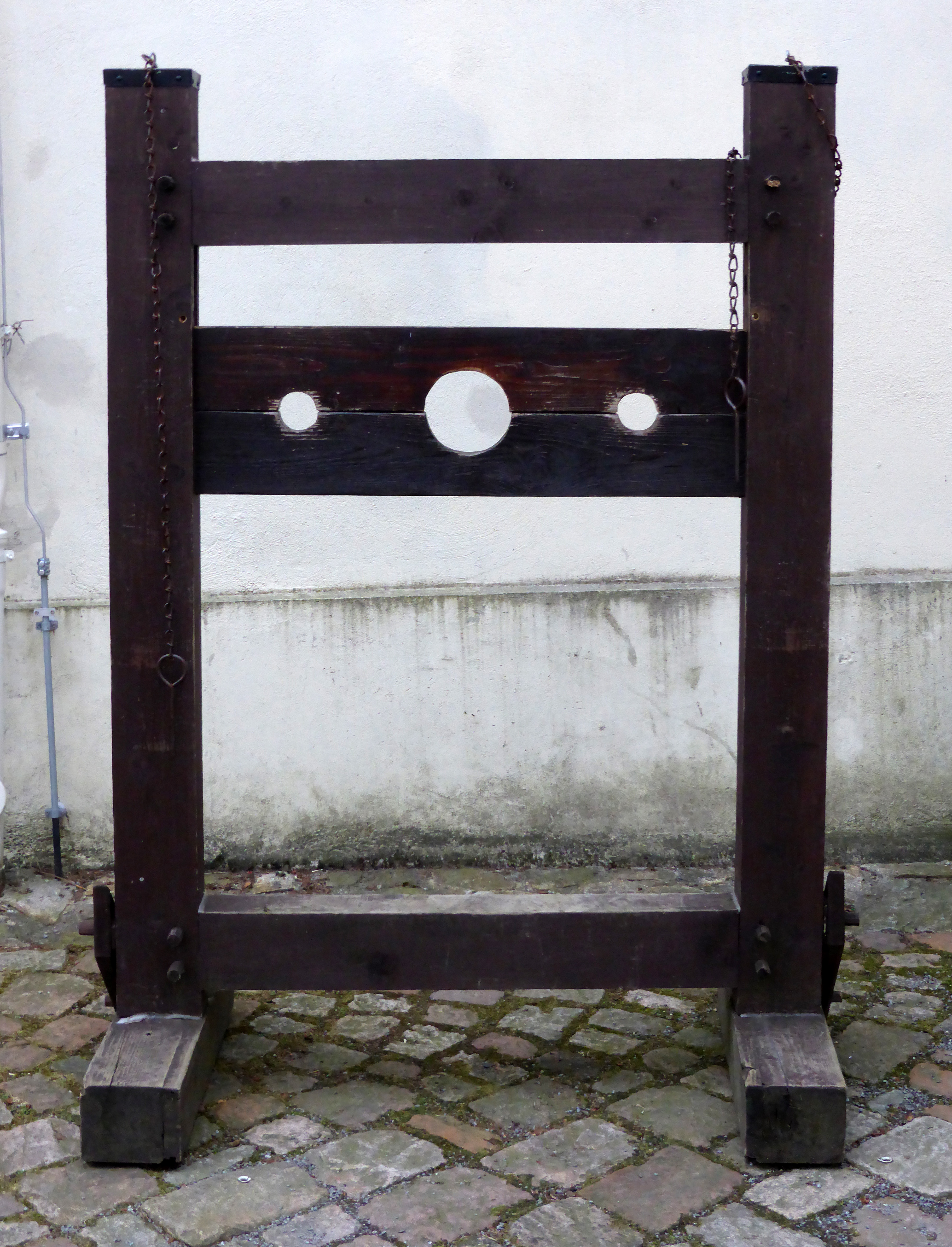
Block für Hals und Arme

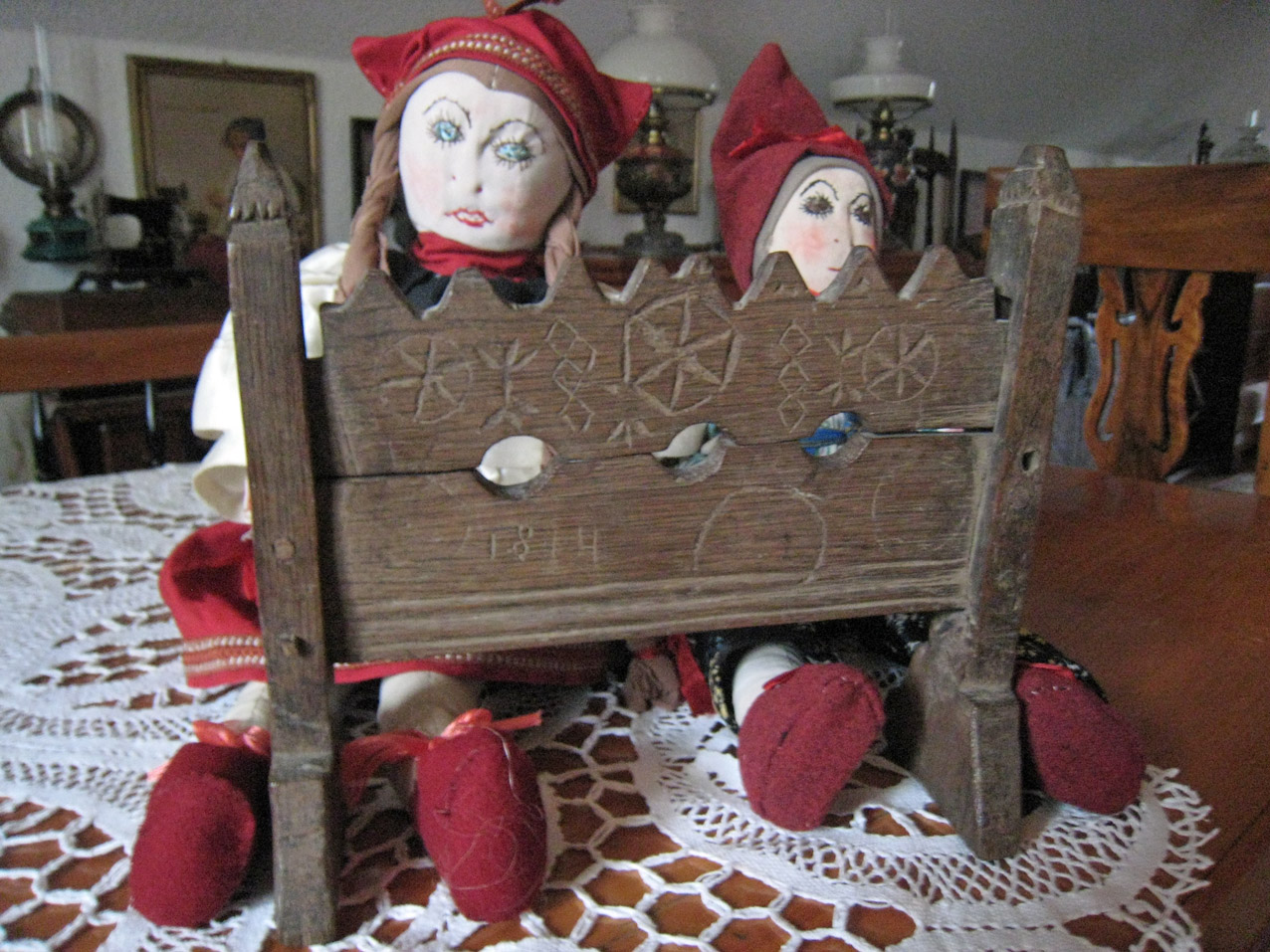
Ein Block als Kinderspielzeug von 1814

Der Block (teils auch Stock, englisch stocks) ist ein Mittel der Bestrafung seit dem Altertum und bis in die Neuzeit. Verwandt ist er dem Pranger.

## Nutzung
Der Block bestand aus Holz und hatte mehrere Löcher, durch die der Verurteilte seine Hände und den Hals oder seine Beine stecken musste. Je nach Schwere des Vergehens gab es unterschiedlich lange Zeitspannen, die der Verurteilte im Block verharren musste.
Die Einschließung in den Block war eine Verschärfung der Gefängnisstrafe. Daher finden sich Blöcke meist in Verliesen, die oft in Toren oder Tortürmen (Blocktürmen) angesiedelt waren, wo ohnehin Wachmannschaften stationiert waren und die durch die Bauweise eine sichere Verwahrung der Insassen gewährleistete.
Auch wenn dabei meist an mittelalterliche Bestrafungen und Folter gedacht wird, ist der Block bereits eine sehr alte Sicherungsmaßnahme, die schon in der Antike praktiziert wurde. Die Bibel berichtet davon, dass Paulus und Silas in Philippi in einem römischen Gefängnis in den Block gelegt wurden (Apg 16,23–24 ).
Auch für entlaufene Sklaven wurde der Block genutzt.

## Abgrenzung zum Pranger
Während der Block meist als Sicherungsmaßnahme diente, wurden Menschen am Pranger öffentlich vorgeführt. Hier war die öffentliche Schande das Hauptmerkmal.